# NUDT21
NUDT21 (англ. Nudix hydrolase 21) – білок, який кодується однойменним геном, розташованим у людей на короткому плечі 16-ї хромосоми.  Довжина поліпептидного ланцюга білка становить 227 амінокислот, а молекулярна маса — 26 227.
| 10         |  | 20         |  | 30         |  | 40         |  | 50         |
| ---------- |  | ---------- |  | ---------- |  | ---------- |  | ---------- |
| MSVVPPNRSQ |  | TGWPRGVTQF |  | GNKYIQQTKP |  | LTLERTINLY |  | PLTNYTFGTK |
| EPLYEKDSSV |  | AARFQRMREE |  | FDKIGMRRTV |  | EGVLIVHEHR |  | LPHVLLLQLG |
| TTFFKLPGGE |  | LNPGEDEVEG |  | LKRLMTEILG |  | RQDGVLQDWV |  | IDDCIGNWWR |
| PNFEPPQYPY |  | IPAHITKPKE |  | HKKLFLVQLQ |  | EKALFAVPKN |  | YKLVAAPLFE |
| LYDNAPGYGP |  | IISSLPQLLS |  | RFNFIYN    |  |            |  |            |

A: Аланін

C: Цистеїн

D: Аспарагінова кислота

E: Глутамінова кислота

F: Фенілаланін

G: Гліцин

H: Гістидин

I: Ізолейцин

K: Лізин

L: Лейцин

M: Метіонін

N: Аспарагін

P: Пролін

Q: Глутамін

R: Аргінін

S: Серин

T: Треонін

V: Валін

W: Триптофан

Задіяний у такому біологічному процесі як процесінг мРНК. 
Білок має сайт для зв'язування з РНК. 
Локалізований у ядрі.